# Джеймс Деларги
Джеймс Деларги (на английски: James Delargy) е псевдоним на ирландски писател на произведения в жанра трилър и криминален роман.

## Биография и творчество
Роден е в Ирландия, където отраства. Живее и работи в редица държави по света, включително Южна Африка, Австралия и Шотландия. Впечатленията си от градовете, пейзажа и културата в посетените места включва по-късно в творбите си.
Започва да пише като сценарист за 2 късометражни филма. Включва се в клуб за сценаристи в Белфаст. Започва да пише романи около 2010 г., но дълго време е отхвърлян от издателствата.
Първият му роман „55“ е издаден през 2019 г. Една сутрин в полицейското управление в отделеченото градче Уилбрук, Западна Австралия, влиза окървавеният Гейбриъл и обяснява как убиец на име Хийт го е похитил, оковал и обявил за негова 55-а жертва. Малко по-късно в същия участък влиза окървавеният Хийт и разказва същата история, като посочва Гейбриъл за убиеца. Сержант Чандлър Дженкинс трябава да открие истината и да спре убиеца. Романът става бестселър издаден в над 20 страни по света и го прави известен.
Антор е на разкази за сборниците „Страхувам се от светлината“.
Джеймс Деларги живее със семейството си в провинциална Англия.

## Произведения
Самостоятелни романи
- 55 (2019)
55, изд.: „Софтпрес“, София (2020), прев. Калина Лазарова
- Vanished (2021)

### Сборници
- Afraid of the Light (2020) – с Рейчъл Блок, Хедър Кричлоу, Ел Крофт, Клеър Емпсън, Джо Фернис, Н. Дж. Макей, С. Р. Мастърс, Фийби Морган, Доминик Нолан, Робърт Скраг, Виктория Селман, Кейт Симант и Адам Саудуърд
- Afraid of the Light Book 2 (2020) – с Хедър Кричлоу, Ел Крофт, Джо Фърнис, С. Р. Мастърс, Фийби Морган, Роб Скраг, Виктория Селман, Кейт Симанс и Адам Саутуърд